# Churdan, Iowa
Churdan là một thành phố thuộc quận Greene, tiểu bang Iowa, Hoa Kỳ. Năm 2010, dân số của thành phố này là 386 người.

## Dân số
Dân số qua các năm:
- Năm 2000: 418 người.
- Năm 2010: 386 người.